# 에세키엘 팔라시오스 (축구 선수)
에세키엘 알레한드로 팔라시오스(스페인어: Exequiel Alejandro Palacios, 스페인어 발음: [ekseˈkjel paˈla.sjos],  1998년 10월 5일~)는 아르헨티나의 축구 선수로 포지션은 미드필더이다. 현재 분데스리가의 바이어 레버쿠젠에서 뛰고 있다.
아르헨티나 원주민이다.

## 클럽 경력

### 22-23 시즌
2023년 3월 20일, 바이어 레버쿠젠과 바이에른 뮌헨의 22-23시즌 분데스리가 25라운드에서 3-4-2-1 포메이션의 오른쪽 중간 미드필더 자리에 선발로 출전해 54분 뱅자맹 파바르가 패널티 에이리어 안에서 아민 아들리의 발뒤꿈치를 밟아 파울이 선언되며 바이어 레버쿠젠이 얻은 첫 번째 페널티킥에서 페널티 키커로 나와 골을 넣으며 바이어 레버쿠젠의 동점골을 만들었다. 이후 71분 다요 우파메카노가 아민 아들리를 페널티 에이리어 안에서 슬라이딩 태클로 막는 과정에서 파울을 획득하며 바이어 레버쿠젠이 획득한 두 번째 페널티킥에서도 페널티 키커로 나와 73분 골을 넣으며 바이어 레버쿠젠의 역전골을 넣었다.
팔라시오스는 이 경기에서 페널티킥으로 2골을 넣어 22-23시즌 분데스리가에서 총 3골을 넣으며 본인의 분데스리가 단일 시즌 최다골 기록을 갱신했고 디미터르 베르바토프를 뒤이어 바이어 레버쿠젠에서 한 경기에 2개의 페널티킥 골을 넣은 선수가 되었다.